# Celtic Woman: Songs from Solo Works
Songs From Solo Works es un álbum recopilatorio de los temas en solitario de las integrantes fundadoras de Celtic Woman, el disco se publicó en enero de 2006.
Las vocalistas en esta producción son Chloë Agnew, Órla Fallon, Lisa Kelly, Méav Ní Mhaolchatha y la violinista Máiréad Nesbitt. La compilación del disco está basada en los álbumes debut estrenados por las chicas antes de conformar el grupo; estos discos son: Chloë - Walking In The Air, Órla - The Water Is Wide, Lisa - Lisa, Máiréad - Raining Up, Méav - A Celtic Journey. Este es uno de los álbumes más exclusivos del grupo llegando a ser una edición limitada de solo 1000 copias de las cuales solo 30% de ellas se comercializaría en Estados Unidos.

## Lista de temas
| Songs From Solo Works |                              |                     |          |  |
| N.º                   | Título                       | Intérprete          | Duración |  |
| 1.                    | «Skidoo»                     | Máiréad Nesbitt     | 3:04     |  |
| 2.                    | «Home And The Heartland»     | Lisa Kelly          | 3:22     |  |
| 3.                    | «Celtic Prayer»              | Méav Ní Mhaolchatha | 4:15     |  |
| 4.                    | «Vivaldi's Rain»             | Chloë Agnew         | 2:12     |  |
| 5.                    | «Down By The Sally Gardens»  | Órla Fallon         | 3:33     |  |
| 6.                    | «Raining Up»                 | Máiréad Nesbitt     | 3:05     |  |
| 7.                    | «Jesu Joy Of Man's Desiring» | Chloë Agnew         | 4:43     |  |
| 8.                    | «The Water Is Wide»          | Órla Fallon         | 3:23     |  |
| 9.                    | «Now We Are Free»            | Lisa Kelly          | 3:31     |  |
| 10.                   | «Going Home»                 | Chloë Agnew         | 4:05     |  |
| 11.                   | «Suantraí»                   | Méav Ní Mhaolchatha | 4:58     |  |
| 12.                   | «There Is No Night»          | Máiréad Nesbitt     | 3:52     |  |
| 13.                   | «Spanish Lady»               | Celtic Woman        | 2:12     |  |
| 46:36                 |                              |                     |          |  |